# Eunidia ornata
Eunidia ornata är en skalbaggsart som beskrevs av Stefan von Breuning 1960. Eunidia ornata ingår i släktet Eunidia och familjen långhorningar. Inga underarter finns listade i Catalogue of Life.